# Rokytnice nad Jizerou

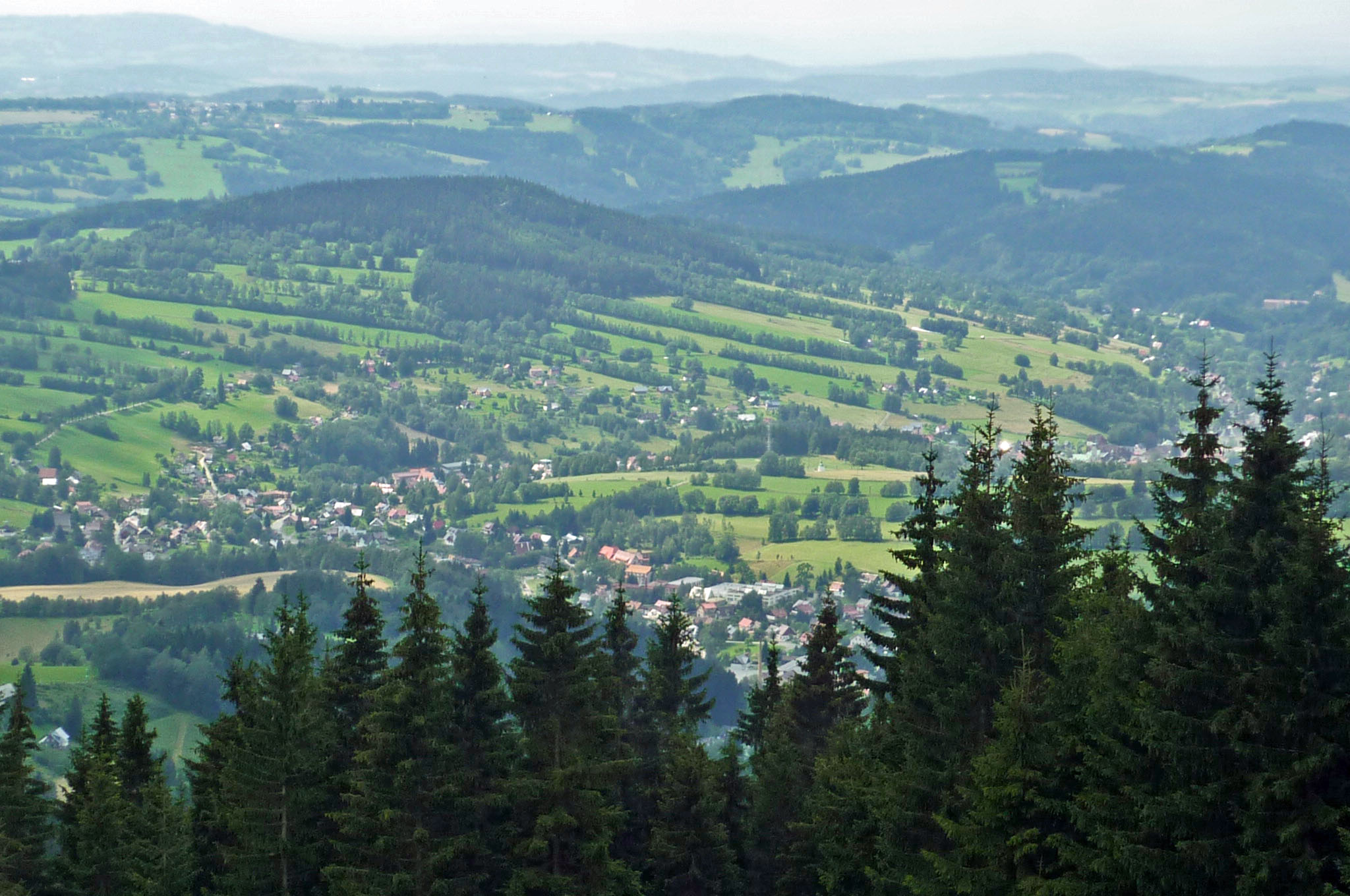
Blick auf Rokytnice im Riesengebirge

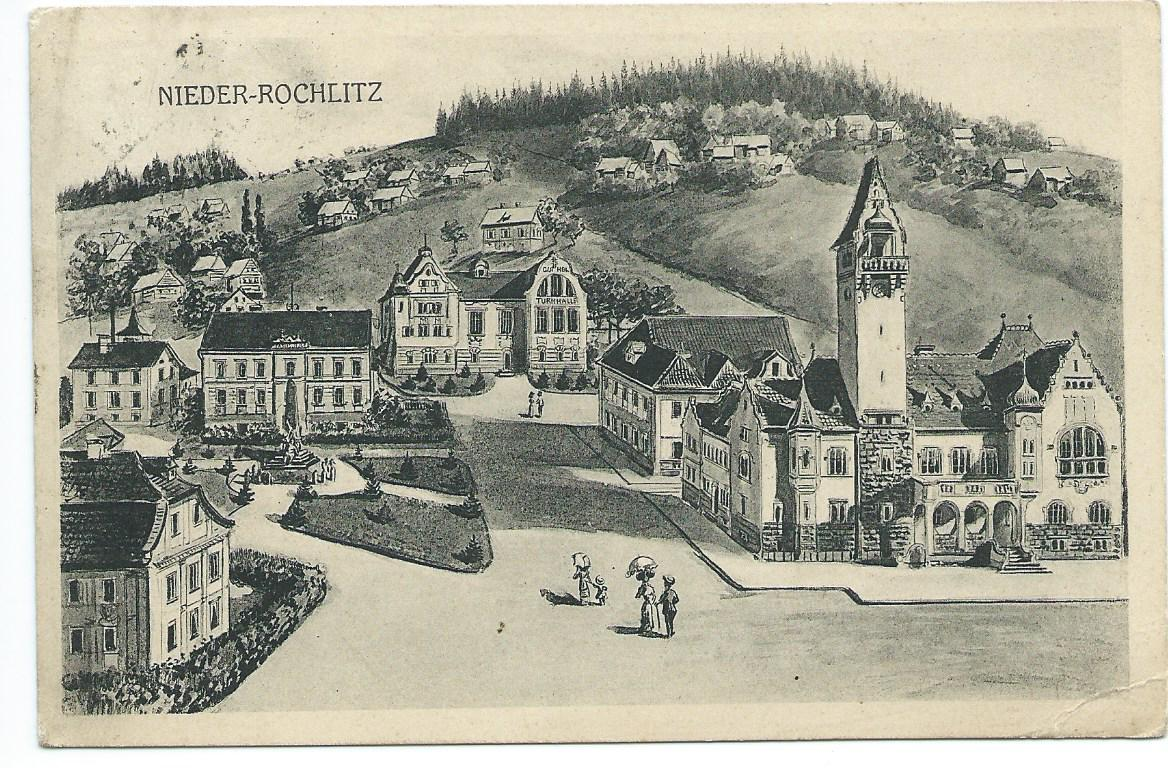
Nieder-Rochlitz an der Iser, 1912

Rokytnice nad Jizerou (deutsch Rochlitz an der Iser) ist eine Stadt im Riesengebirge in Tschechien. Sie liegt im Tal des Huťský potok (Hüttenbach), eines Nebenflusses der Jizera (Iser) am Fuß des Kotel (Kesselkoppe), fünf Kilometer südlich von Harrachov (Harrachsdorf).

## Geschichte
Der Ort wurde etwa 1574 als Glashütte der Familie Schürer gegründet. Die von Wallenstein bevollmächtigten die Schürer zu Verantwortlichen der Glashütten im Herzogtum Friedland. Dadurch wurde der administrative Ausbau des Ortes gefördert. Durch die bei deutschen Kolonisten geltende Selbstverwaltung besaß auch der Hüttenmeister das Scholzenamt und die niedrige Gerichtsbarkeit im Ort verbunden mit dem Brau- und Schankrecht. 1625 wurde die Glasindustrie durch die Gründung des benachbarten Ortes Sahlenbach erweitert. Ab 1629 wanderten aus Arnau (Hostinné) viele Glaubensflüchtlinge in die neuen oberen Gebirgsorte, in denen Wallenstein den evangelischen Glauben duldete. Im böhmischen Horní Branná (Brennei), jeweils ca. 20 km von Arnau und Rochlitz entfernt, war die evangelische Kirche bis 1654 das Gotteshaus der Rochlitzer Protestanten. 1657 übernahm George Gernert der Ältere mit seinem Sohn George, aus einer evangelischen Patrizierfamilie Arnaus stammend, das Richteramt. 1682 kam es wegen des Habsburger Rekatholisierungdruckes auf die evangelische Bevölkerung zu einer Exulantenflucht von 200 Personen. Sie zogen um ihrer Glaubensfreiheit willen mit 300 Rindern als Transportmittel für ihre Habe über den Böhmersteig des Riesengebirges ins protestantische sächsische Schwarzbächl in der Herrschaft Uechtritz. Anführer waren Nathaniel Müller und der Dorfrichter George Gernert. Auf Geheiß des Kaisers Leopold II. und des Kurfürsten von Sachsen, Johann Georg II. wurden 120 Exulanten bis 1708 wieder nach Rochlitz zurückgeführt.
Im Jahre 1776 kam es abermals in der Region zu einem Bauernaufstand. 1839 eröffnete J. Grossmann eine Textilfabrik. Sie ist immer noch eine der bedeutendsten Wirtschaftszweige in Rokytnice. Ab der Mitte des 19. Jahrhunderts bildete Rochlitz eine Gemeinde im Gerichtsbezirk Rochlitz an der Iser, wobei Rochlitz Sitz des Gerichtsbezirkes war. 1899 bekam Rokytnice einen Bahnhof an der Lokalbahn Starkenbach–Rochlitz.
Der Ort gehörte bis 1918 zu Österreich, dann zur Tschechoslowakei und wurde mit dem Sudetenland 1938 an das Deutsche Reich angegliedert. Nach dem Zweiten Weltkrieg wurde die deutsche Bevölkerung vertrieben. Die Rote Armee ließ in der Gernert-Weberei, nach der Besetzung des Ortes 1945, die Produktion von Bettwäsche sofort weiterlaufen, eine Familie Gernert und eine Familie Gebert durften zur Aufrechterhaltung der Textilfertigung dauerhaft bleiben.
Im Jahr 2022 zählt Rokytnice 2537 Einwohner.

## Gemeindegliederung
Die Stadt Rokytnice nad Jizerou besteht aus den Ortsteilen Dolní Rokytnice (Niederrochlitz), Františkov (Franzenthal), Hleďsebe (Siehdichfür), Horní Rokytnice (Oberrochlitz) mit der Siedlung Berlín, Hranice (Grenzdorf), Rokytno (Sahlenbach) und Studenov (Kaltenberg). Grundsiedlungseinheiten sind Dolní Rokytnice, Františkov, Háj, Horní Rokytnice, Hranice, Malá Rokytnice (Kleinrochlitz), Rokytno, Studenov und Vilémov (Wilhelmsthal).
Das Gemeindegebiet gliedert sich in die Katastralbezirke Dolní Rokytnice, Františkov v Krkonoších, Horní Rokytnice nad Jizerou und Rokytno v Krkonoších.

## Sehenswürdigkeiten

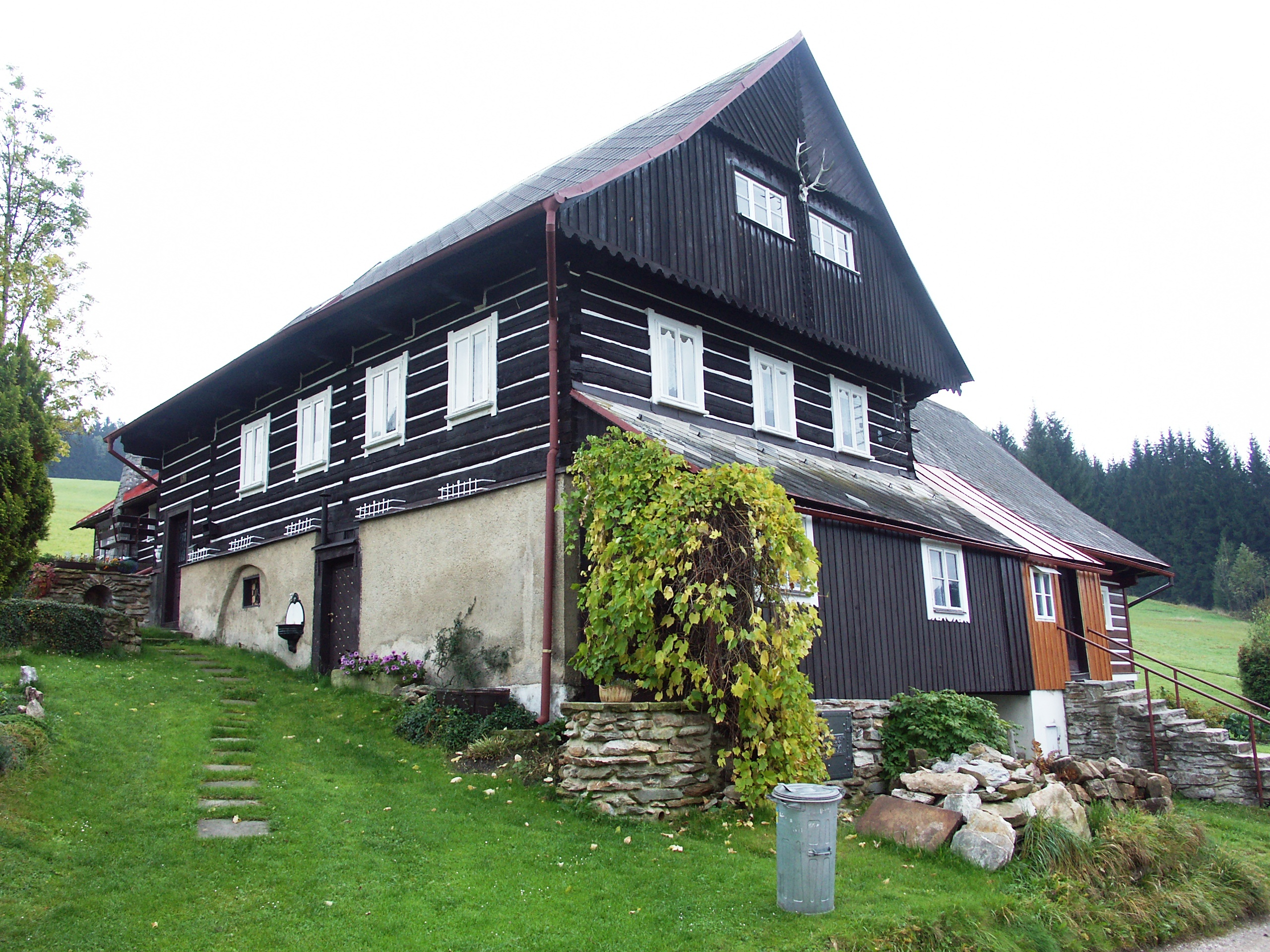
Haus des Gerichtsprimus George Gernert 1667–1698

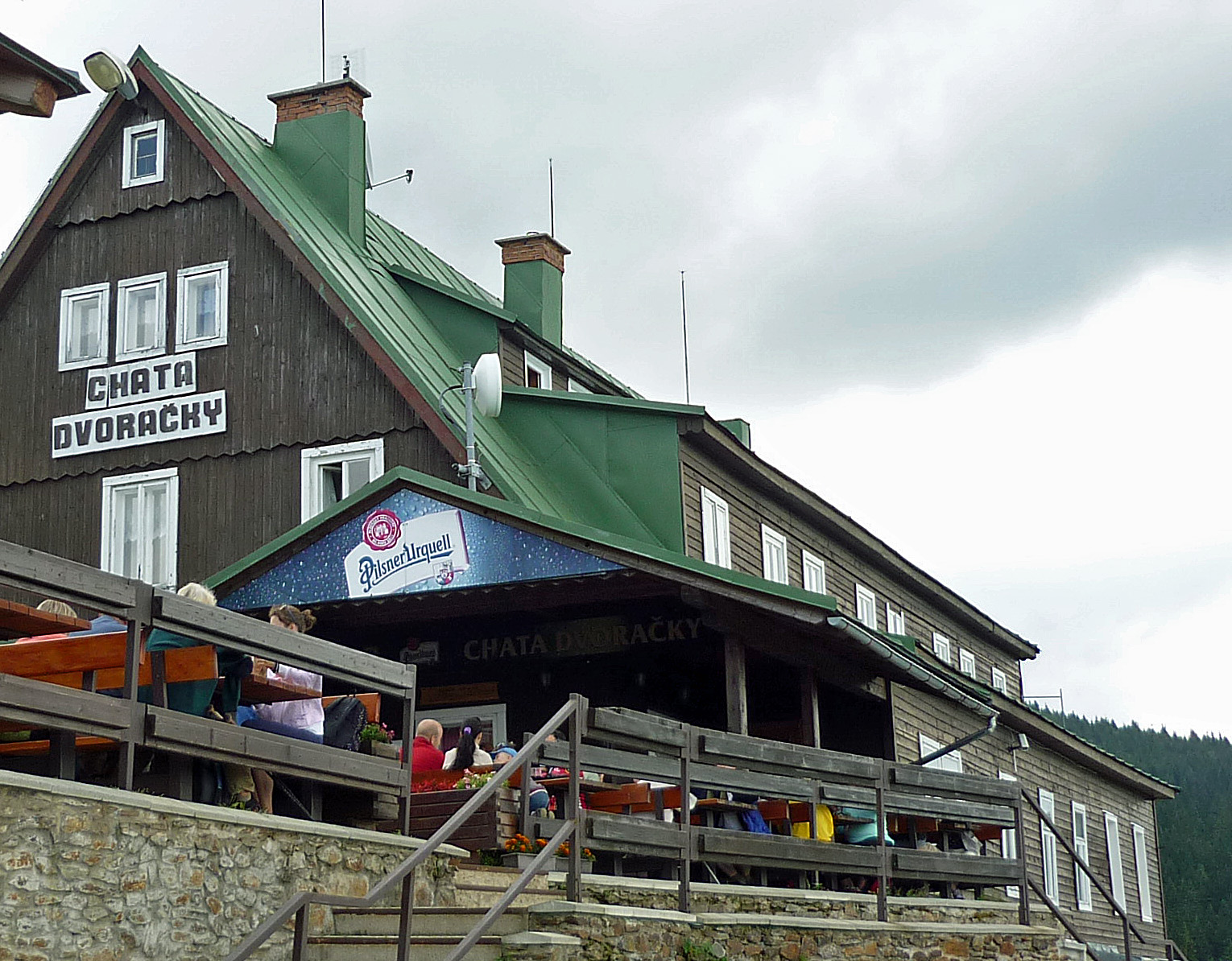
Alte Hofbaude oberhalb Rokytnices

- Die St.-Michaels-Kirche wurde an der Stelle eines Vorgängerbaus aus dem Jahre 1598 in den Jahren 1753 bis 1758 im Stil des Barock errichtet.
- Das Rathaus aus den Jahren 1902 bis 1903 wurde in den 1970er Jahren restauriert.
- Häuser in traditioneller Blockbauweise aus dem 17. und 18. Jahrhundert. Charakteristisch sind die ca. 30–40 cm starken schwarzen, behauenen Holzbalken dieser Häuser.
- Vier Kapellen, eine davon aus dem Jahr 1768. Bei der Kapelle von Sahlenbach (Rokytno) wurden im Jahr 1981 Szenen des Films "Rübezahl und die Skiläufer" (Krakonoš a lyžníci) gedreht.
- Jugendstil-Grabmäler auf dem Friedhof (u. a. von Textilfabrikantenfamilien).
- Hüttenbachfall (Huťský vodopád), Ortsteil Sahlenbach (Rokytno), am Fußweg zur Hofbaude (Chata Dvoračky).
- Schmugglerpfad: hier erfährt man an Haltepunkten Interessantes über das Schmuggeln und die Schmuggler im alten Riesengebirge.
- Museum Starý kravín (="Alter Kuhstall") in Franzenthal. Es bietet Einblick in das frühere Leben im Riesengebirge und Sonderausstellungen lokaler Künstler.
- Holzskulptur auf dem Platz vor dem Rathaus (Dolní náměstí); in ihr sind die vier Wappenfiguren der Stadt dargestellt (Bär, Niederrochlitz; Schaf, Oberrochlitz; Bergmann, Sahlenbach; Fuchs, Franzenthal). Die eingearbeiteten Figurer blicken jeweils in die Richtung des Ortsteils (seit 2020).
- Aussichtsplattformen am Wachstein (Stráž) (seit 2021).

## Freizeitmöglichkeiten
Im Sommer ist die Stadt ein guter Ausgangspunkt für Wandertouren, z. B. zur Hofbaude (Chata Dvoračky); umgeben wird der Ort von den Bergen und Anhöhen Kotel (Kesselkoppe, 1435 m), Lysá hora (Kahle Berg, 1344 m), Vlčí hřeben (Wolfskamm, 1140 m), Stráž (Wachstein, 782 m), Studená (Kaltenberg, 989 m), Plešivec (Plechkamm, 1210 m), Hejlov (Heilow, 835 m) und Sachrův hřeben (Sacherkamm, 741 m).
Im Winter gibt es mehrere räumlich voneinander getrennte Skigebiete. Das größte Skigebiet Horní domky liegt am Talende am Kahlen Berg (Lysá hora) und wird von mehreren Schleppliften erschlossen. Mit einer Höhenlage von 657–1315 m bietet es sowohl die höchste Bergstation als auch den größten Höhenunterschied (658 m) aller Skigebiete auf der tschechischen Seite des Riesengebirges.
Das Skigebiet Studenov im gleichnamigen Ortsteil wird von 2 Teller- und 2 Bügel-Schleppliften erschlossen und liegt in einer Höhenlage von 620–933 m. Talwärts davon liegen die kleinen ortsnahen Skigebiete Pařez, Zlatá podkova, Centrum und Koupaliště. Am Nordhang des Sachrův hřeben (Sacherkamm) liegen die Skigebiete Sachrovka, Modrá Hvězda und Bahýnka.

## Söhne und Töchter der Stadt
- George Gernert (1630–1693), Exulantenanführer und Richter
- Franz Gernert, 1842 Fabrikbesitzer der Baumwollwaren Weberei
- Franz Gernert, Verlagsbesitzer bis 1944[10], Vorbesitzer Ernst Gernert (1912)
- Augustin Palme (1808–1897), böhmischer Historienmaler
- Willi Lucke (1913–2011), deutscher Politiker
- Franz Fühmann (1922–1984), deutscher Schriftsteller
- Erich Enge (1932–2023), deutscher Maler und Grafiker
- Herbert Schier (1933–2020), deutscher Komponist
- Kurt Gernert (* 1930), Ski-Springer und Webereiangestellter, Nachfahre von Exulanten Patrizier Gernert aus Hostinne[11]
- Milan Jarý (* 1952), Skilangläufer